# قرار مجلس الأمن التابع للأمم المتحدة رقم 2078
قرار مجلس الأمن التابع للأمم المتحدة رقم 2078، المتخذ بالإجماع في 28 نوفمبر 2012.
جدد مجلس الأمن حتى 1 شباط / فبراير 2014 التدابير المتعلقة بالأسلحة المفروضة بموجب الفقرة 1 من القرار 1807 (2008) وجدد التدابير المتعلقة بالنقل والتدابير المالية والمتعلقة بالسفر المفروضة بموجب ذلك القرار.

## أعمال
بموجب الفصل السابع من ميثاق الأمم المتحدة، جدد المجلس حظر توريد الأسلحة إلى جمهورية الكونغو الديمقراطية حتى 1 فبراير 2014، إلى جانب عقوبات السفر والمالية والنقل. وفي غضون ذلك، طُلب من الأمين العام بان كي مون تمديد ولاية فريق الخبراء المنشأ بموجب القرار 1533 (2004) وتجديده بموجب قرارات لاحقة حتى 1 فبراير 2014. طُلب من المجموعة تقديم تقرير منتصف المدة إلى المجلس بحلول 28 يونيو 2013 وتقرير نهائي قبل 13 ديسمبر 2013.
وأدان القرار حركة 23 مارس بسبب هجماتها على السكان المدنيين وقوات حفظ السلام التابعة لبعثة منظمة الأمم المتحدة لتحقيق الاستقرار في جمهورية الكونغو الديمقراطية وطالب الجماعات المتمردة في المنطقة (القوات الديمقراطية لتحرير رواندا وجيش الرب للمقاومة وميليشيات ماي ماي وقوات التحرير الوطنية والقوات الديمقراطية المتحالفة) بالوقف الفوري لجميع أشكال العنف.

## روابط خارجية
- قرار مجلس الأمن رقم 2078 (2012) على الموقع الإلكتروني undocs.org